# Mesmeri ring
Mesmeri ring (zu Deutsch „Der Mesmer-Kreis“) ist der Titel eines Romans des estnischen Schriftstellers Jaan Kross (1920–2007). 

## Roman
Der Roman erschien 1995 in estnischer Sprache. Er umfasst im estnischen Original der Erstausgabe 359 Seiten. Das Buch trägt den Untertitel Romaniseeritud memuaarid nagu kõik memuaarid ja peaaegu iga romaan („Romanisierte Memoiren - wie alle Memoiren und fast jeder Roman“).
Der Roman trägt stark autobiographische Züge. Er ist die Fortsetzung von Kross' 1988 erschienenem Roman Wikmani poisid („Wikmans Zöglinge“), der die Schuljahre in einem Tallinner Elite-Gymnasium in den 1930er Jahren erzählt. In Mesmeri ring geht es um die Studienjahre an der Universität Tartu von 1938 bis 1941. Im Mittelpunkt steht erneut die Hauptperson Jaak Sirkel, an dessen Beispiel Kross das tragische Schicksal des jungen estnischen Bildungsbürgertums in jener Zeit detailreich illustriert.
Im Gegensatz zum hoffnungsstarken Wikmani posid ist Mesmeri ring eher düster gehalten. Die Geschichte schildert die Republik Estland in den letzten Jahren der autoritären Herrschaft des Staatspräsidenten Konstantin Päts, während der sogenannten „Schweigenden Periode“ (Vaikiv ajastu). Sie wird 1940 von der sowjetischen Besetzung Estlands abgelöst. Der stalinistische Terror durchzieht von nun an das Land. Wie kann sich ein Einzelner gegen die schweren Mühlsteine der Geschichte behaupten?

## Übersetzungen
- 1997: Finnisch - Mesmerin piiri. Romanisoidut muistelmat - kuten kaikki muistelmat ja miltei jokainen romaani. Suom. Juhani Salokannel. Helsinki: WSOY. 539 S.
- 2000: Niederländisch - De kring van Mesmer. Geromantiseerde memoires zoals alle memoires en bijna iedere roman. Vertaald door Frans van Nes. Amsterdam: Prometheus. 339. S
- 2011: Französisch - Le cercle de Messmer. Traduit de l'estonien par Jacques Tricot. Paris: l'Harmattan. 382 S.

Eine Übersetzung ins Deutsche liegt bislang nicht vor.